# ブルー・マジック
ブルー・マジック（Blue Magic）は、アメリカ合衆国ペンシルベニア州フィラデルフィア出身のソウルミュージックのコーラス・グループである。

## 解説
ブルー・マジックは1973年にシングル「Stop To Start」を発表。翌1974年に「Sideshow」をヒットさせた。アルバム『ブルー・マジック』のプロデュースは、ノーマン・ハリスらが担当した。

## ディスコグラフィ

### スタジオ・アルバム
- 『ブルー・マジック』 - Blue Magic (1974年、Atco)
- 『マジック・オブ・ザ・ブルー』 - The Magic of the Blue (1974年、Atco)
- 『サーティーン・ブルー・マジック・レイン』 - Thirteen Blue Magic Lane (1975年、Atco/Wmot)
- 『ミスティック・ドラゴンズ』 - Mystic Dragons (1976年、Atco/Wmot)
- 『メッセージ・フロム・ザ・マジック』 - Message from the Magic (1977年、Atco)
- Welcome Back (1981年、Capitol)
- Magic # (1983年、Mirage)
- 『フロム・アウト・オブ・ザ・ブルー』 - From Out of the Blue (1989年、OBR, Columbia)
- My Magic Is Real (1995年、Hot Prod)
- Share a Dream (2020年、Essential Media Group)